# MAN Werk Gustavsburg

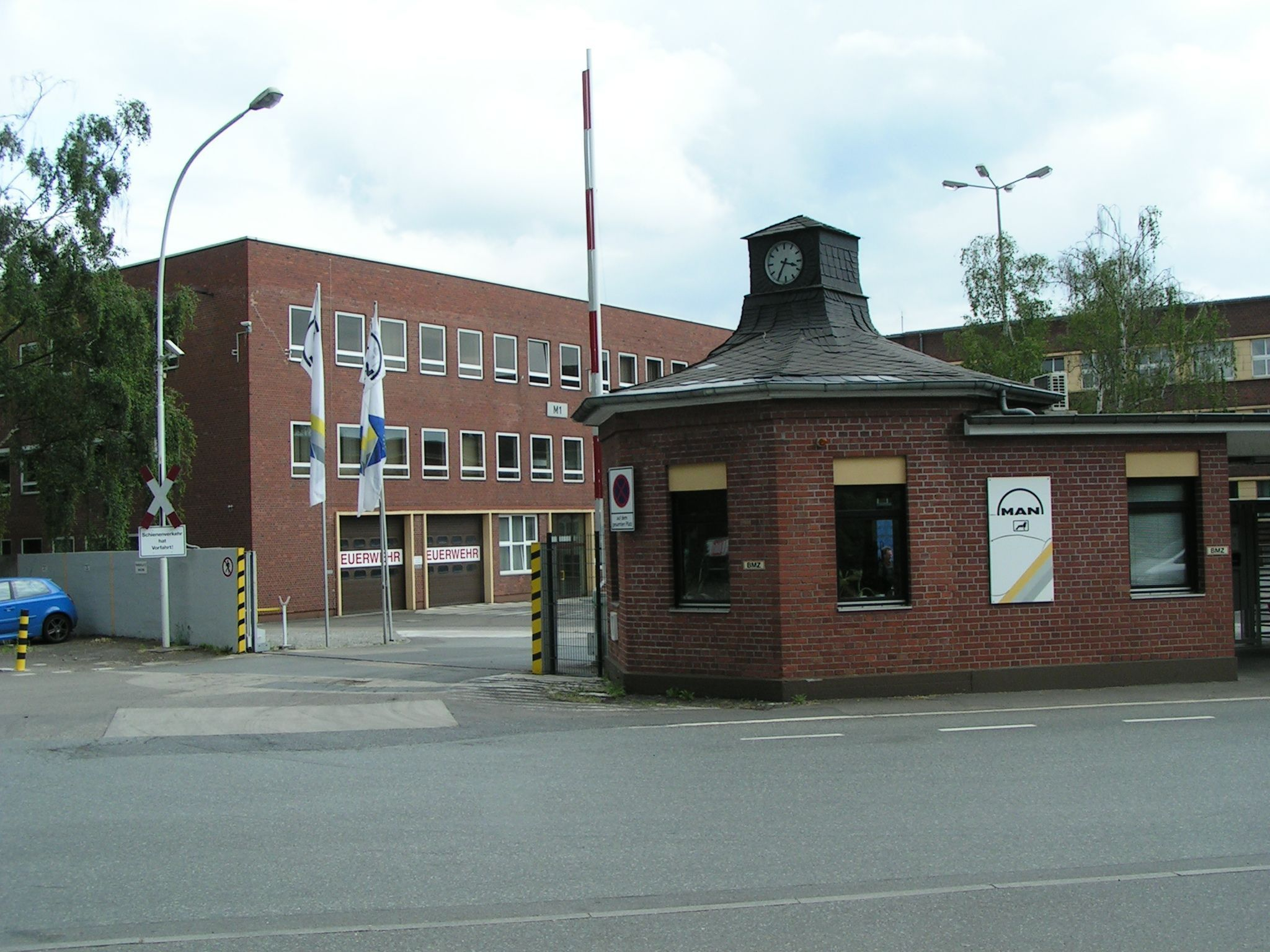
Haupteingang 2005

Das MAN-Werk Gustavsburg in Ginsheim-Gustavsburg war eine international vorwiegend im Stahl-, Brücken- und Hochbau tätige Produktionsstätte des späteren Unternehmens MAN und bis in die 1980er Jahre einer der größten Arbeitgeber im Rhein-Main-Gebiet.

## Geschichte

### Die Anfänge ab 1859

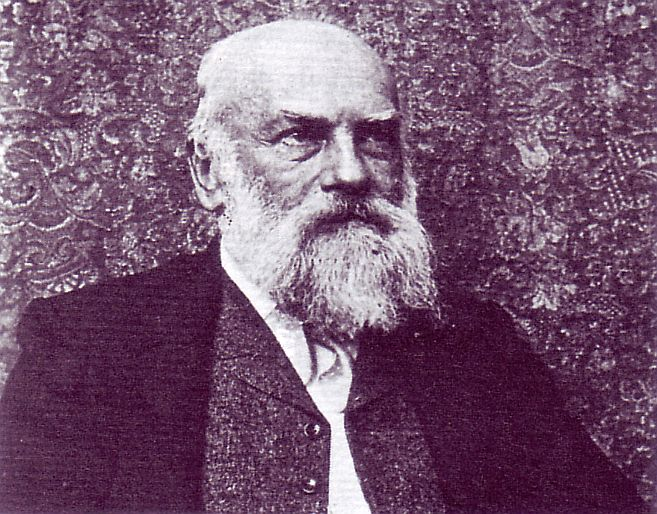
Heinrich Gerber

Die Anfänge des für mehr als ein Jahrhundert lang bedeutendsten Zweigwerks der späteren Maschinenfabrik Augsburg-Nürnberg (MAN) in Gustavsburg, kurz MAN-Werk Gustavsburg, reichen bis 1859 zurück, als die Hessische Ludwigs-Eisenbahngesellschaft mit einer Konzession des Großherzogtums Hessen eine feste Eisenbahnverbindung von der Rhein-Main-Bahn und Mainbahn zur linksrheinischen Provinz Rheinhessen projektierte. Den linksrheinischen Bahnhof in Mainz und den rechtsrheinischen Bahnhof in Gustavsburg verband zwar bereits seit 1858 das Trajekt Mainz–Gustavsburg, aber das stetig steigende Verkehrsaufkommen machte eine feste Eisenbahnbrücke notwendig. Mit dem Bau dieser Brücke, der Mainzer Südbrücke, über den an dieser Stelle rund 400 Meter breiten Rhein wurde die damalige Maschinenbau-AG Nürnberg beauftragt. Das Unternehmen hatte zu dieser Zeit schon mehrere Brücken für die Bayerischen Staatseisenbahnen errichtet und galt als zuverlässig und erfahren.
Problematisch war bei diesem Projekt, dass zunächst eine beträchtliche Menge Walzeisen aus der Saarregion und vom Niederrhein nach Nürnberg hätte transportiert werden müssen, von wo anschließend die fertigen Brückenteile sozusagen zurück nach Gustavsburg zu bringen gewesen wären. Man entschloss sich daher, zur Vornahme der Konstruktionsarbeiten nahe der Baustelle auf einer Landzunge zwischen Rhein und Main größere, aber nur provisorisch gedachte Werkstätten zu errichten.

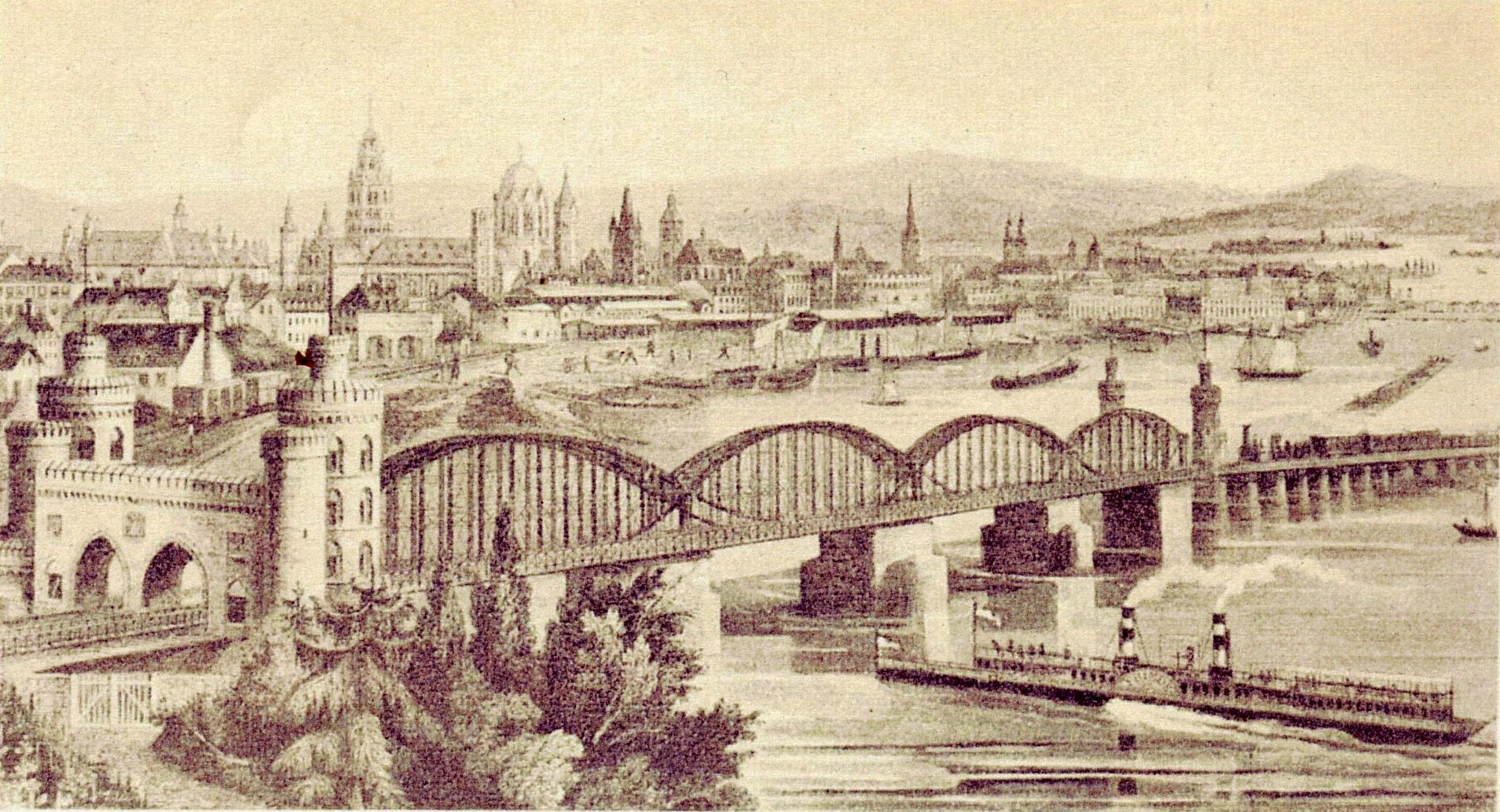
Mainzer Südbrücke (1862)

So entstanden einfache Holzbauten zur Aufnahme von Fräs- und Bohrmaschinen, Scheren und Stanzen, dazu Schmiedeessen und Flammöfen. In einem 120 Meter langen Montierschuppen wurden die vollständigen Brückenträger fertig zusammengesetzt und danach die Nietlöcher mit kleinen, durch Druckwasser angetriebenen Bohrmaschinen hergestellt. Zudem wurden wegen der großen Entfernung zu den nächsten Ortschaften Ginsheim, Bischofsheim und dem rechts des Mains liegenden Kostheim einige Wohnhäuser (nicht zu verwechseln mit der Cramer-Klett-Siedlung, die erst ab 1896 erbaut wurde) und eine Kantine errichtet.
Nach zweijähriger Bauzeit war die vorerst nur eingleisige Mainzer Südbrücke 1862 fertiggestellt, bis 1868 wurde sie zweigleisig ausgebaut.

### Gerber und das Gerber-Haus

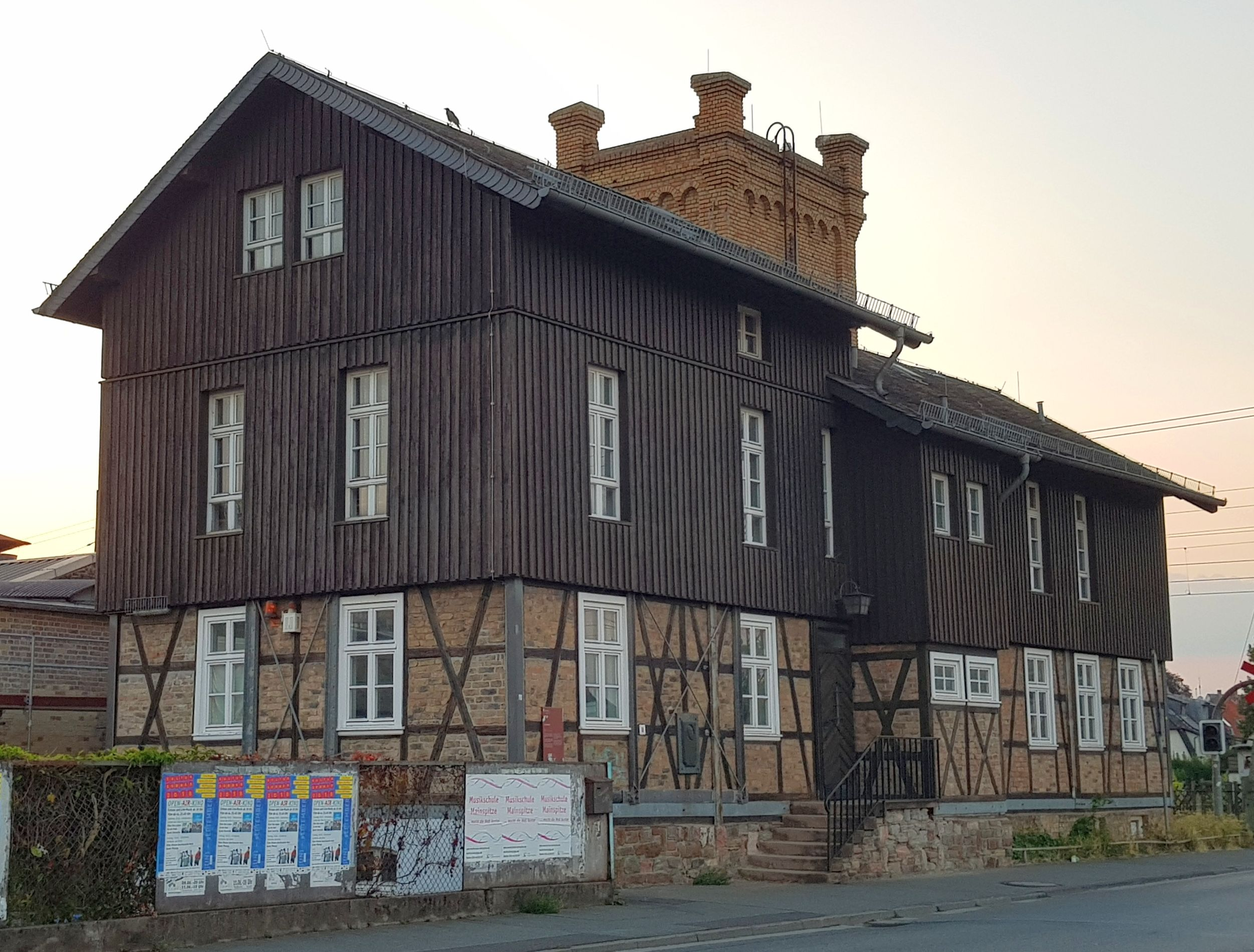
Gerber-Haus

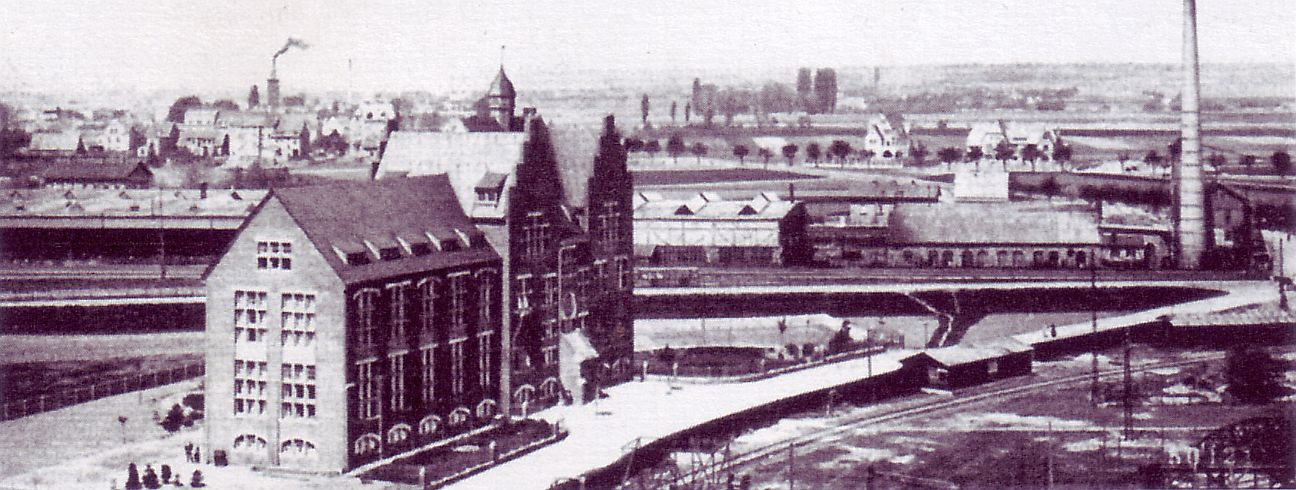
Verwaltungsgebäude des MAN-Werks Gustavsburg um 1900

Die Leitung dieser gewichtigen Baustelle wurde dem erst 28-jährigen Heinrich Gerber übertragen, der zwei Jahre zuvor in die Maschinenfabrik Klett & Co. in Nürnberg eingetreten war und schnell eine leitende Position im Mutterunternehmen übernommen hatte. Gerber kann man deshalb als den Gründervater des über mehr als ein Jahrhundert lang bestehenden bedeutendsten Zweigwerks der MAN bezeichnen. Er verlegte 1860 mit seiner Familie seinen Wohnsitz komplett nach Gustavsburg. Das unter Denkmalschutz stehende erste Bürogebäude Gerbers, allgemein Gerber-Haus genannt, etwa 70 Meter abseits des Haupteinganges des Werkes Gustavsburg direkt an der Bahnstrecke Mainz–Frankfurt bzw. –Darmstadt gelegen, gilt quasi als Denkmal für Gerber in Gustavsburg und in der näheren Umgebung. Bis zur Errichtung des repräsentativen Verwaltungsgebäudes um 1900 beherbergte es Verwaltung und Konstruktionsbüro des Werks Gustavsburg. Ab 1895 wurde es im zweiten Obergeschoss als Werkschule und im Hochparterre als Büro des Leiters der Lehrwerkstatt genutzt. Bei Einführung des Dualen Berufsausbildungssystems in Deutschland wandelte sich die Werkschule in eine von der IHK Darmstadt anerkannte und beaufsichtigte, aber vom MAN-Werk getragene Berufsschule. Die Abschlussprüfung und die Vergabe der Facharbeiterbriefe lag ebenfalls in der Verantwortung der IHK Darmstadt.

### Konsolidierung bis zum Anfang des 20. Jahrhunderts

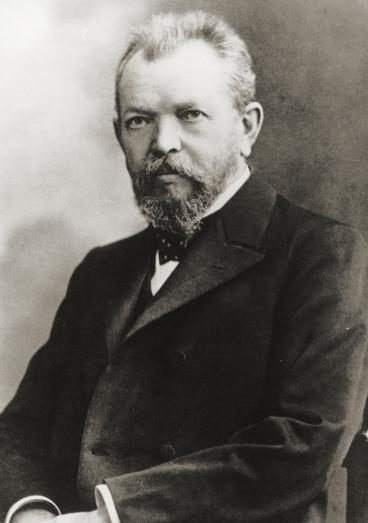
Anton von Rieppel

Noch während der Bauarbeiten an der Eisenbahnbrücke in Gustavsburg füllten sich die Auftragsbücher des Mutterunternehmens in Nürnberg zum Bau weiterer Brücken. Da das Stammwerk in Nürnberg bereits mit der Fertigung von Eisenbahnwagen ausgelastet war, wurde deshalb beschlossen, den Gustavsburger Betrieb zu erhalten. Bis zum Ende der 1870er Jahre erbaute das Zweigwerk zahlreiche Brücken in Deutschland, insbesondere in Bayern. Dazu zählen die acht 1864 erbauten Überbauten der Brücken bei Kitzingen, Einersheim und Emskirchen und drei Jahre später zehn Brücken auf der Bahnstrecke München–Treuchtlingen.
Das Werk expandierte, Um- und Ausbauten erwiesen sich deshalb als notwendig. Das 1863 nach Nürnberg zurückverlegte Konstruktionsbüro kehrte 1868 zunächst wieder nach Gustavsburg zurück, wurde dann aber infolge des Deutsch-Französischen Kriegs 1870 und auch wegen der Nähe zur Festung Mainz durch Gerber endgültig nach München verlegt. Dazu kam auch, dass sein Entwurfsbüro dort über bessere Verbindungen zu den bayerischen Behörden verfügte. Die Nähe zur Festung Mainz veranlasste Gerber, Mitte der 1870er Jahre sogar über eine Verlegung des Werks nachzudenken, weshalb 1881–1883 schon mit Vorarbeiten für einen Werksneubau in Stockstadt am Main bei Aschaffenburg begonnen wurde. Letztendlich blieb der Standort in Gustavsburg aber erhalten.
1873 wurden das Werk Gustavsburg formal vom Nürnberger Unternehmen losgelöst und als Tochtergesellschaft unter der Firma Süddeutsche Brückenbau-Aktiengesellschaft mit Sitz in München fortgeführt – die finanzielle und personelle Struktur des Gesamtunternehmens blieb dabei jedoch fast unverändert. Tatsächlich wurde das Werk Gustavsburg schon 1884 wieder in die Nürnberger Muttergesellschaft integriert und stand nun als Filiale für Eisenbauten unter der Leitung von Anton von Rieppel, eines Schülers von Heinrich Gerber.
In eine gefährliche Schieflage geriet das Unternehmen nach drei Hochwasserkatastrophen in den Jahren 1876, 1880 und 1882 (Pegel Mainz) sowie wegen einer Finanzkrise Ende 1885. Mit Ausnahme weniger hochqualifizierter Fachkräfte musste deshalb die gesamte Belegschaft entlassen werden. In dieser Zeit wurde trotzdem beschlossen, die Fabrikationsanlagen in Gustavsburg zu erhalten.
Als Glücksfall erwies es sich, dass Anton von Rieppel 1876 zum Direktor des Werks Gustavsburg bestellt worden war. Seiner Weitsicht und seinem unternehmerischen Können war es zu verdanken, dass die Belegschaft bis 1886 schon wieder auf 148 Arbeitnehmer gestiegen war und sich bis 1894 auf 744 mehr als verfünffachte.

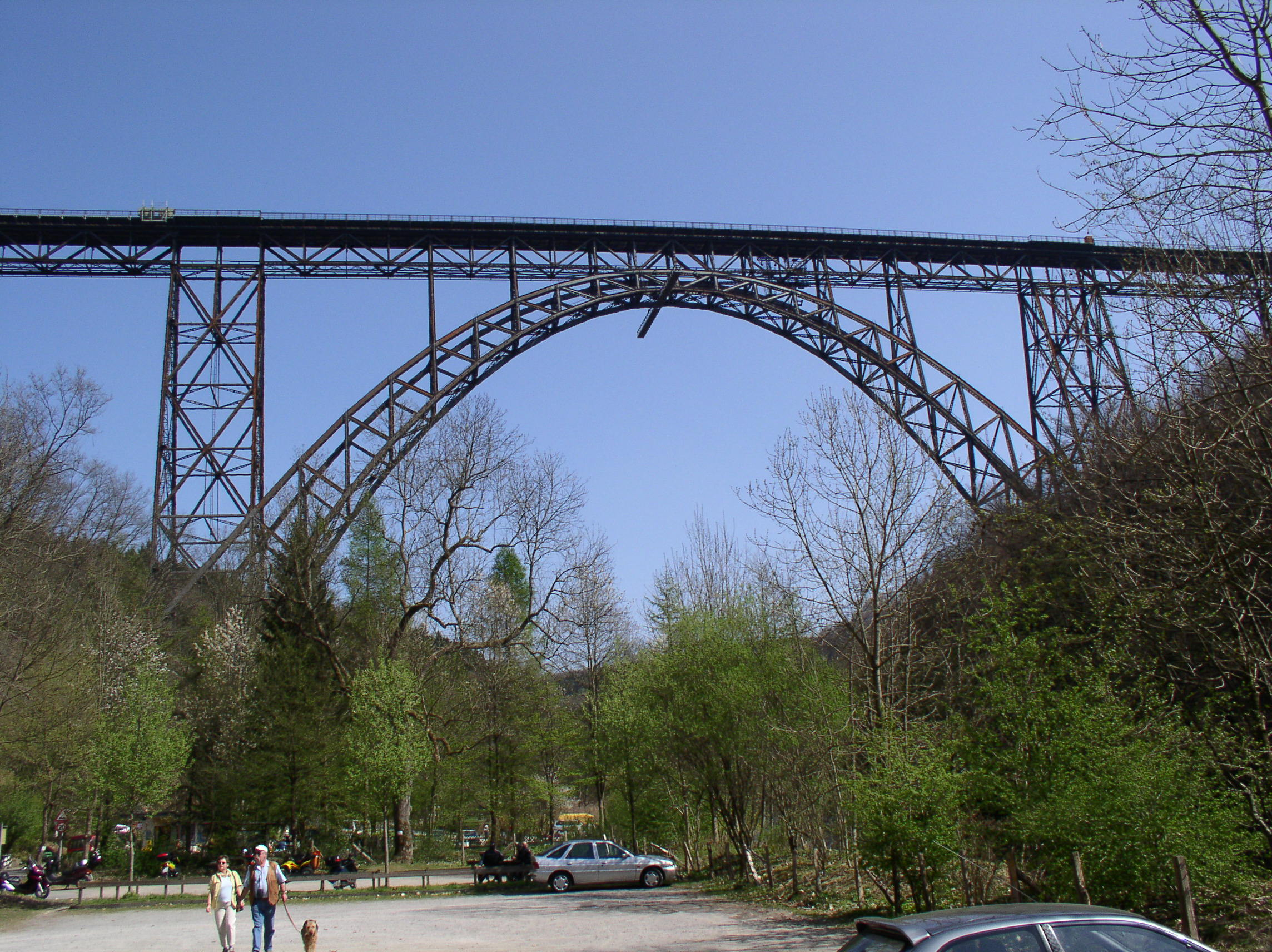
Müngstener Brücke

Rieppel erweiterte die Fabrikationsanlagen um eine Kessel- und Maschinenbauhalle sowie eine Montagehalle für Wagenbau. außerdem veranlasste die Errichtung eines Verwaltungsgebäudes. Er durchbrach auch die Geschäftspolitik des Unternehmens, nur Aufträge im Königreich Bayern und im Großherzogtum Hessen zu akquirieren, und weitete die Aktivitäten auf ganz Deutschland und sogar ins Ausland aus. So wurde die Mainbrücke Kostheim erbaut, praktisch vor dem Tor des Unternehmens, aber auch die Elbebrücke bei Wittenberg, mehrere Donaubrücken in Bayern, die Grünentaler Hochbrücke über den Nord-Ostseekanal, die Friedrichsbrücke in Mannheim und 1894 die Müngstener Brücke, damals das größte Eisenbauwerk Deutschlands. Daneben bekam das Werk Gustavsburg in dieser Zeit Auslandsaufträge in Ungarn, Bulgarien, Rumänien, der Türkei und sogar in Argentinien.
Aufgrund der guten Auftragslage musste das Werk Gustavsburg in den 1890er Jahren erweitert und umgebaut werden. Dazu wurde ein großes Gelände in Richtung Ginsheim angekauft. Schon zuvor (1886/1887) war der gesamte Betrieb mit elektrischem Licht ausgestattet worden. 1893 wurde die Kesselschmiede von Nürnberg nach Gustavsburg verlegt und 1896 die Errichtung eines Wagenbaus beschlossen.
Eine Zäsur wurde 1898 vollzogen, als die Maschinenbau-AG Nürnberg (vormals Klett & Co.) mit der Maschinenfabrik Augsburg zur Vereinigte Maschinenfabrik Augsburg und Maschinenbaugesellschaft Nürnberg AG zur Maschinenfabrik Augsburg-Nürnberg (MAN) fusionierte. Dies blieb für das Werk Gustavsburg allerdings ohne erhebliche Konsequenzen. Das Betriebsgelände wurde unterdessen ab 1885 von 2,5 Hektar auf 58,6 Hektar erweitert.

### Aufschwung des Werks und Erster Weltkrieg

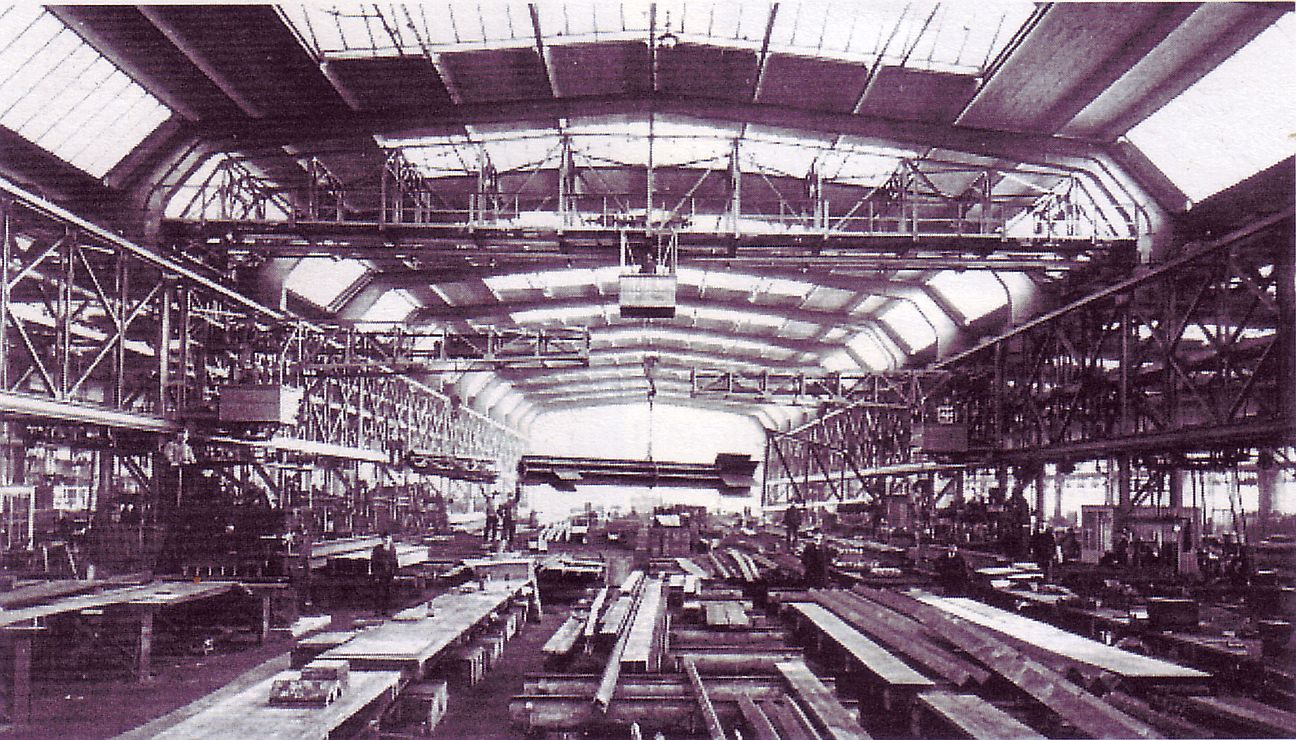
Montagehalle und Großraumwerkstätte in Gustavsburg (1907)

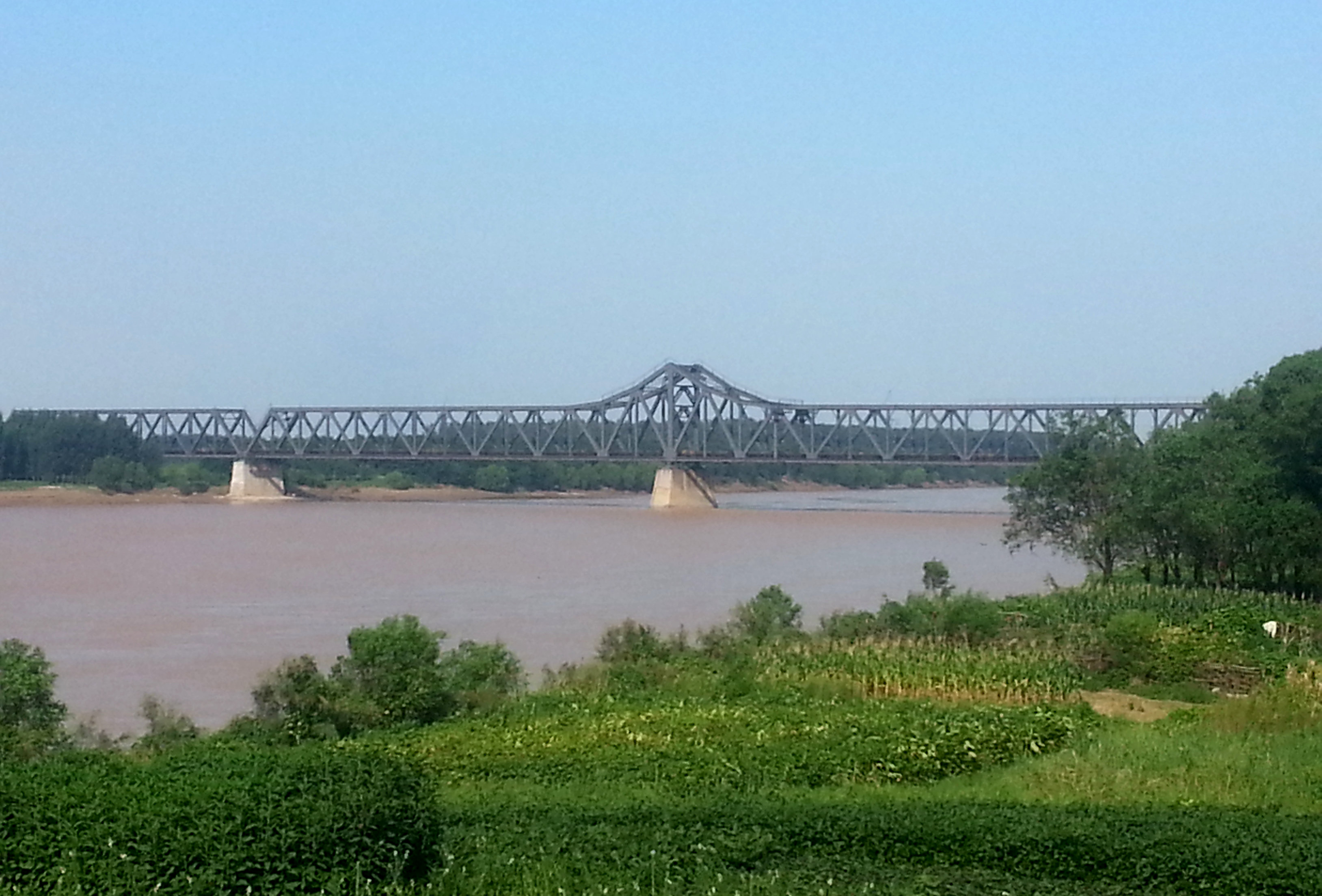
Luokou-Eisenbahnbrücke

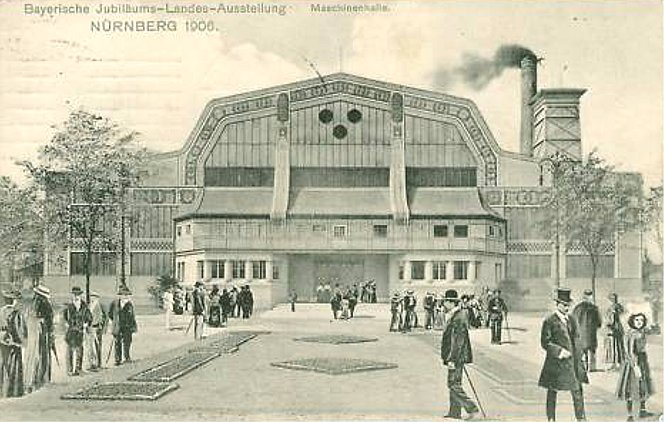
Maschinenhalle (später Luitpoldhalle) auf dem Ausstellungsgelände der Bayerischen Jubiläums-Landes-Ausstellung 1906 in Nürnberg

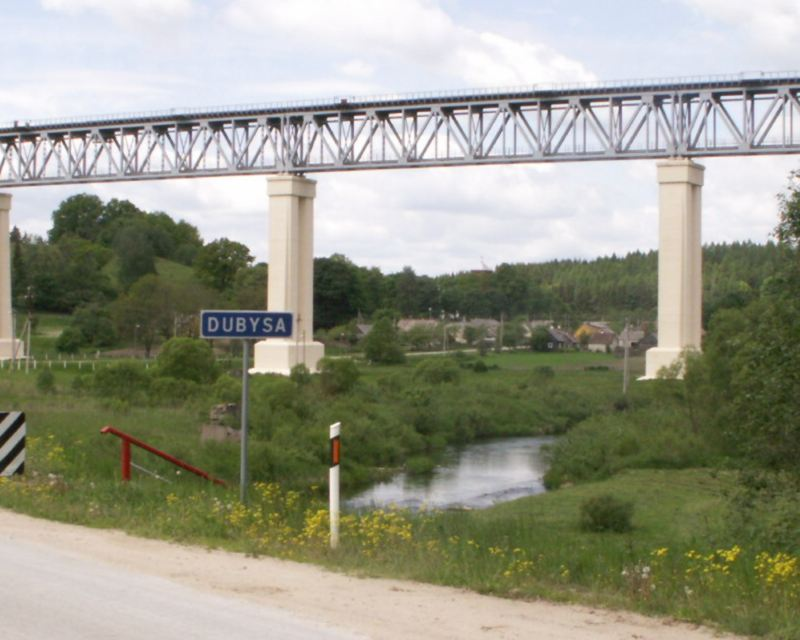
Eisenbahnbrücke über die Dubysa bei Lyduvėnai

Mit der Verlegung des Konstruktionsbüros für Brücken- und Hochbau 1901 von Nürnberg nach Gustavsburg kam auch der Ingenieur Max Carstanjen, der ab 1895 bei Klett & Co. bzw. der MAN in Nürnberg gearbeitet hatte. Rieppel, in dieser Zeit Vorstandsvorsitzender, vertraute Carstanjen unter Ernennung zum Direktor die Leitung des Brückenbaues an. Mit dieser Personalie vollzog sich für das Werk Gustavsburg ein bedeutender Schritt zur Fortentwicklung eigener technischer Innovationen und der Erweiterung des Geschäftsfelds.
Inzwischen produzierte die Wagenbauwerkstatt ab 1896 bis zu 1200 Güter-, Gepäck- und Personenwagen jährlich. Wichtiger war aber wohl der Schritt der Geschäftsleitung, sich neben dem Brückenbau nun auch dem Stahlhochbau zuzuwenden. Zu diesem Zweck war eine neue Montagehalle erforderlich, die 1907 auf einer Fläche von 14.400 m² auf dem Werksgelände errichtet wurde.
Eine Architekturabteilung, die schon damals dem Konstruktionsbüro angegliedert war, bewies durch richtungweisende Erfolge die wechselseitige Befruchtung in der Zusammenarbeit von Ingenieuren und Architekten. Dieses Zusammenwirken mündete in den Bau der Luitpoldhalle in Nürnberg (1906) und der Festhalle in Frankfurt am Main (1907–1908).
Das Geschäftsfeld des Brückenbaus wurde aber nicht vernachlässigt. Ein Höhepunkt war dabei die im Freibau errichtete Luokou-Eisenbahnbrücke über den Gelben Fluss in China (1908–1913), dazu die Wuppertaler Schwebebahn (1898–1901), die Friedrichsbrücke über den Neckar in Mannheim (1888–1891) sowie die Rheinbrücken Mainz-Kastel (1881–1885), Worms (1897–1900) und Köln-Deutz (1913–1915). In Regensburg wurde zwischen 1900 und 1902 der Eiserne Steg errichtet. Nach der Sprengung 1945 wurde dieser durch eine ebenfalls von MAN stammende ehemalige Kriegsbrücke der Wehrmacht, eine so genannte LZ-Brücke (leicht, zerlegbar), ersetzt.
Carstanjen, der sich außer dem Stahlbau noch weit mehr dem Bau von Stauwehren widmete, ist es zu verdanken, dass das Werk Gustavsburg um 1900 auch auf diesem Gebiet eine führende Rolle übernahm. Er gilt als der Vater der Walzenwehre, das erste Walzenwehr dieser Art wurde 1901 in Schweinfurt fertiggestellt. Danach folgten noch zahlreiche weitere Anlagen weltweit, die nach dem System Carstanjens konstruiert und erbaut wurden.
Ab 1908 erweiterte das MAN-Werk Gustavsburg seine Angebotspalette um Bühneneinrichtungen. Theater in Augsburg, Nürnberg, München, Mainz, Frankfurt am Main, Stuttgart, Sofia und Ankara wurden mit den in Gustavsburg individuell angepassten Bühnentechniken ausgestattet, wobei auch die Montage von den Monteuren der MAN geleistet wurde. Zudem wurde im ersten Jahrzehnt des 20. Jahrhunderts mit der Konstruktion und dem Bau von Gasbehältern begonnen. 1912 waren für die Betriebsstätte in Gustavsburg und auf Baustellen in Deutschland, Europa und Übersee 3200 Arbeiter und Angestellte tätig.
Während des Ersten Weltkriegs verschoben sich die Aufträge in der Sparte des Brückenbaus mehr und mehr von der Errichtung neuer Brücken zum Wiederaufbau und der Reparatur gesprengter und durch Kriegsfolgen beschädigter Brücken. Auf mehr als 40 Baustellen in Deutschland und Europa mussten aus diesen Gründen die Gustavsburger Konstrukteure, Stahlbauer und Monteure tätig werden. Erwähnenswerte Beispiele dafür sind die Maasbrücke bei Namur, die Dünabrücke in Riga, die Brücke über die Dubysa in Litauen und zwei Donaubrücken in Rumänien, darunter die Anghel-Saligny-Brücke.
Eine andere mittelbare Folgen des Kriegs war ab 1916 der Beginn der Produktion von Waffen, Munition und Ausrüstungsgegenständen, die bis 1918 fast sieben Prozent des Gesamtumsatzes des Werks erbrachte. In diesem Zusammenhang wurden zur Aufrechterhaltung der Leistungsfähigkeit des Werks britische und russische Kriegsgefangene als Zwangsarbeiter herangezogen, die die fast 1000 Arbeiter und Angestellten ersetzen mussten, die während des Kriegs zum Militär eingezogen wurden. 91 Werksangehörige verloren in dieser Zeit ihr Leben.
Wegen des Waffenstillstandsabkommens vom 11. November 1918 musste binnen 15 Tagen die rechtsrheinischen Teile von Mainz von deutschen Truppen geräumt werden, sie wurden zu einer französisch besetzten Zone (Alliierte Rheinlandbesetzung und Interalliierter Hoher Ausschuss für die Rheinlande). Trotzdem gründeten noch Mitte November auf der Mainspitze dort stationierte Soldaten einer Panzerabteilung aus Bayern einen „revolutionären Soldatenrat“. Das Werk Gustavsburg blieb von den Unruhen aber weitgehend verschont. Die wiederholten Arbeitsniederlegungen 1919 und 1920 hatten ihren Anlass hauptsächlich in wirtschaftlichen Gründen.

### 1920er und 1930er Jahre bis zum Ausbruch des Zweiten Weltkriegs

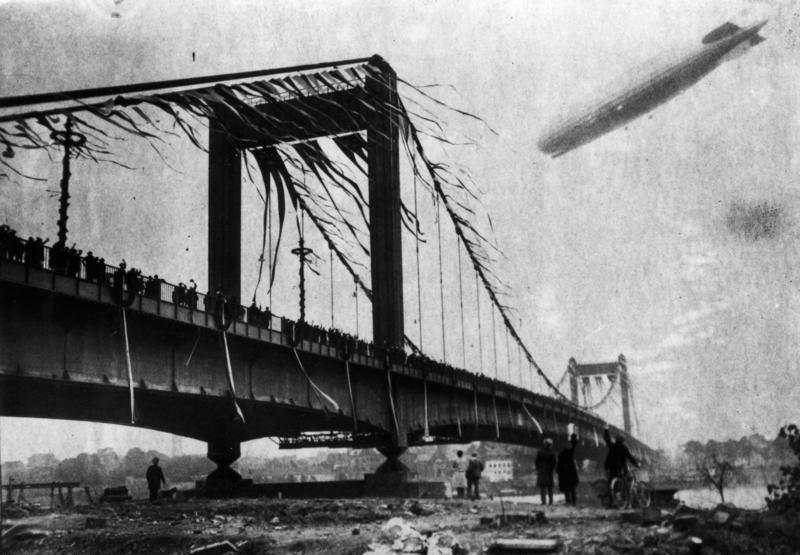
Einweihung der Mülheimer Brücke in Köln am 13. Oktober 1929

1920 gelangte die Gutehoffnungshütte (GHH) mit Sitz in Oberhausen in den Besitz der MAN-Aktienmehrheit. Im Freistaat Bayern sorgte diese Übernahme für Bedenken, da nun ein bedeutendes bayerisches Industrieunternehmen in preußischer Hand war. Es ist eine Ironie der Geschichte, dass 66 Jahre später die GHH von ihrer bayerischen Tochtergesellschaft übernommen wurde. Diese Episode von 1920 hatte allerdings praktisch keinen Einfluss auf die Tätigkeit des Werks Gustavsburg. Zwar bereiteten die französische Besatzung und die zunehmende Inflation einige Schwierigkeiten, die das Werk Gustavsburg jedoch relativ erfolgreich bewältigen und im Gegenteil ihre Wirtschaftsposition den Umständen entsprechend bis 1930 sogar noch ausbauen konnte.

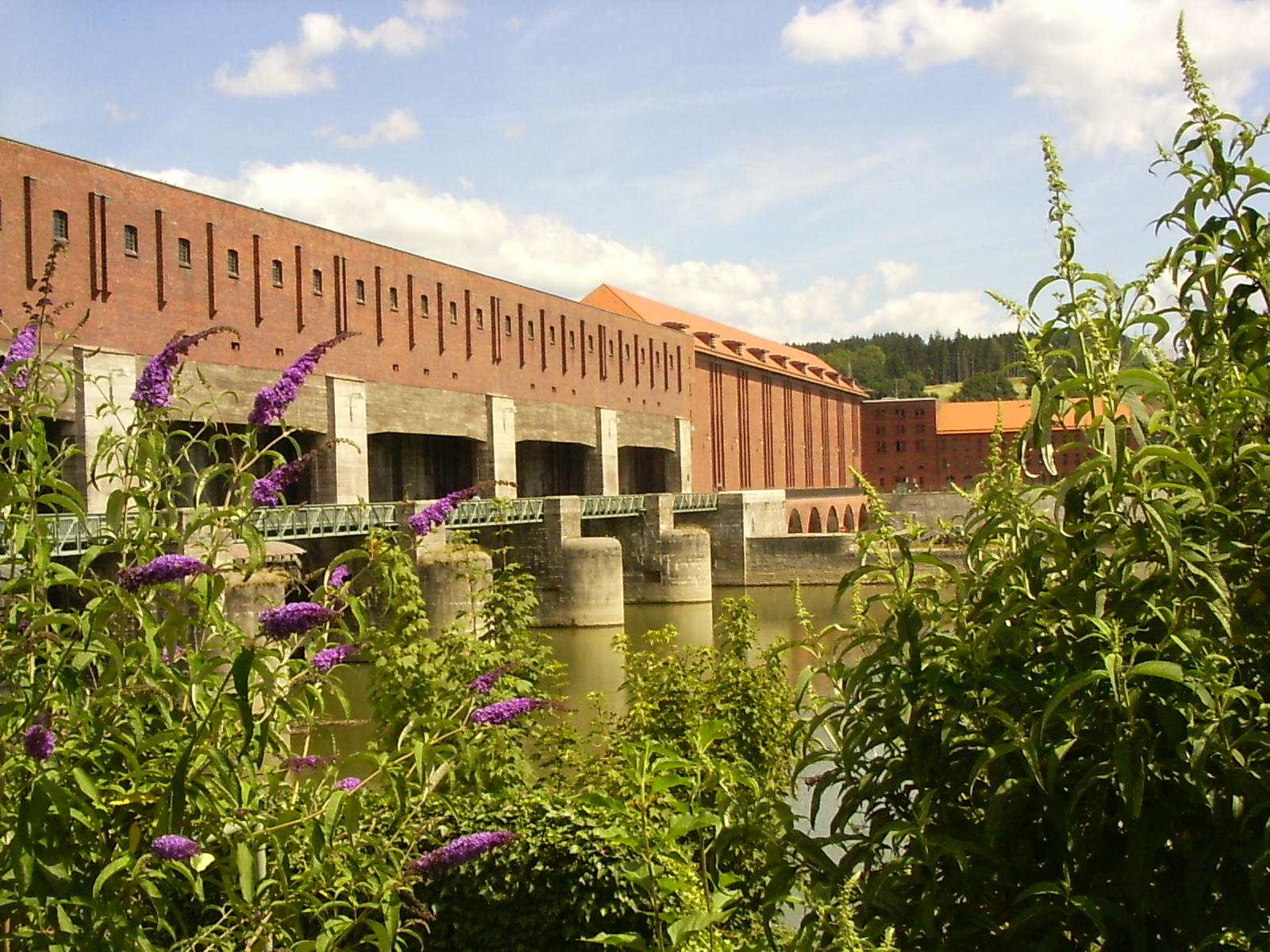
Wasserkraftwerk Kachlet

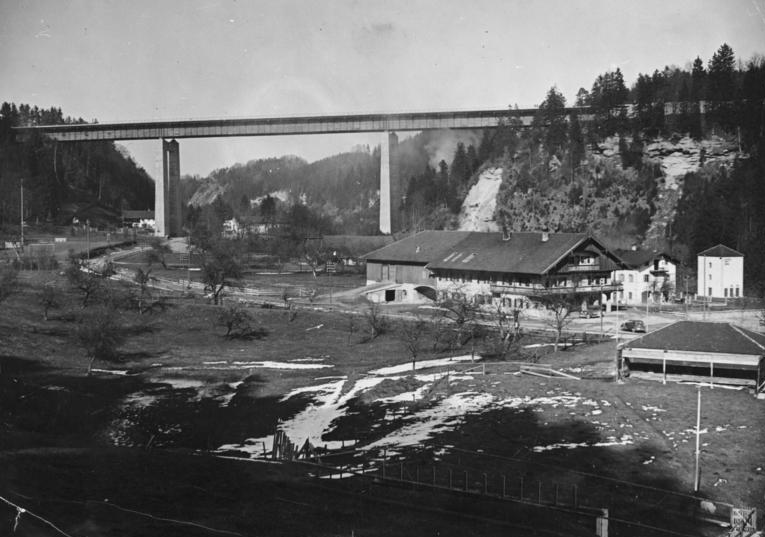
Mangfallbrücke, 1938

Auf dem Gebiet des Brückenbaus sind in dieser Zeit, neben vielen anderen, die Neckarbrücke bei Mannheim, die Mülheimer Brücke in Köln und die Brücke über die Lahn bei Eckelshausen erwähnenswert. In der Sparte Hallenbau ist vor allen Dingen die 1928 erbaute Halle 7 der Leipziger Messe zu nennen, die zumindest bis 1960 mit ihren 100 Metern Spannweite als die größte Halle ihrer Art galt. Auf dem Sektor Stahlwasserbau, der seit dem Eintritt Carstanjens große Bedeutung gewonnen hatte, sind für diese Zeit der Bau der Donau-Stauanlage Kachlet bei Passau und das Kraftwerk Ryburg-Schwörstadt am Oberrhein zu erwähnen.
Neu in der Gustavsburger Produktion waren die Druckrohrleitungen mit einem Durchmesser von zwei Metern, die beim Walchenseekraftwerk sowie in Irland und Uruguay ausgeführt wurden. Der Bau eines neuen Presswerks in den 1930er Jahren vergrößerte die Gustavsburger Angebotspalette noch weiter. Hauptkunden in dieser Sparte waren die Adam Opel AG in Rüsselsheim, die mit Automobilrahmen versorgt wurde, und Daimler-Benz in Neckarsulm.
Einen vorläufigen Höhepunkt im Bau von Straßen- und Eisenbahnbrücken in Deutschland und Österreich gab es in den 1930er Jahren. Hervorzuheben sind die Autobahnbrücke Siebenlehn, die Brücke über das Pegnitztal oberhalb von Nürnberg, die Brücke über den Inn bei Kirchbichl, die Isarbrücke in München-Freimann, die Elbebrücke bei Dessau und der Entwurf für die letztlich nicht ausgeführte Elbhochbrücke in Hamburg. Größere Aufträge im Ausland stellten die doppelflügelige Klappbrücke über den Limfjord in Dänemark und die Donaubrücke zwischen Giurgiu in Rumänien und Russe in Bulgarien dar, sowie die Galatabrücke, die als Pontonbrücke 1938 über das Goldene Horn in Istanbul die alte Pontonbrücke von 1912 ersetzte und die beiden Stadtteile Fatih und Beyoğlu verband, dazu der Überseehafen in Cherbourg. Auch der Bau von Autobahnbrücken wurde zu einem Betätigungsfeld des Werks Gustavsburg, der erste Auftrag war die Mangfallbrücke bei Weyarn, danach die Urselbachtalbrücke der Autobahn Frankfurt am Main–Gießen (Bundesautobahn 5), ein Kreuzungsbauwerk bei Wieblingen, die Straßenbrücken über den Neckar in Mannheim, über die Saar in Merzig, über das Okertal bei Altenau im Oberharz und in Salzburg über die Salzach.
Einen herben Rückschlag erlitt der Gustavsburger Brückenbau, als am 12. Dezember 1940 während der Montage große Teile der Autobahnbrücke über den Rhein bei Frankenthal (Pfalz), der heutigen Theodor-Heuss-Brücke, einstürzten und 33 Menschen mit in den Tod rissen. Die Ursache des Einsturzes konnte nicht eindeutig geklärt werden. Nach Untersuchungen von Kurt Klöppel soll ein Montagejoch versagt haben.
In den 1930er Jahren war die MAN außer im Brückenbau auch in anderen Produktions- und Geschäftsbereichen erfolgreich, so der Gasbehälterfertigung, dem Stahlwasserbau, dem Turbinenbau und den Dachkonstruktionen (Kongresshalle Nürnberg). Im Großhallenbau gelang es in den 1930er Jahren, die Fachwerkbauweise durch Vollwandträger abzulösen. Richtungsweisend dafür war die 1938 fertiggestellte, 42.000 m² große Halle des Presswerks für das Volkswagenwerk in Fallersleben. Sie war die erste in dieser Bauart und Vorbild für viele weitere Großprojekte in dieser Konstruktionsweise.

### Zweiter Weltkrieg
Ab dem Beginn des Zweiten Weltkriegs 1939 wurde die Produktion des Werks Gustavsburg immer stärker auf kriegswichtige Güter umgestellt. Genau genommen lässt sich der Beginn der Erstellung militärischer Erzeugnisse schon bis ins Jahr 1924 zurückverfolgen. Noch während der französischen Besatzung arbeitete das Werk Gustavsburg in Zusammenarbeit mit dem Heereswaffenamt in Berlin heimlich an Projekten für die Entwicklung von zerlegbaren Brücken für militärische und zivile Zwecke. Infolgedessen lagen die fertigen Pläne für schnell zu erstellende Behelfsbrücken schon in den Schubladen, und so konnten schon 1937 die ersten Pionierbrücken für Panzer und andere Militärfahrzeuge an die Wehrmacht geliefert werden.
Bis Kriegsende wurden Technik und Funktionalität der zerlegbaren Brücken, die serienmäßig hergestellt und ausgeliefert wurden, immer weiter entwickelt. 1940 folgten Aufträge für den Umbau von Rheinkähnen in Transportschiffe für die geplante, aber nicht durchgeführte Invasion Großbritanniens. 1941 beauftragte das Heereswaffenamt das Werk Gustavsburg mit der Herstellung von U-Boot-Teilen und später auch Panzertüren, wovon in der Folge diese Produktion auf ganze Sektoren ausgeweitet wurde. Auch am Ausbau der Flottenstützpunkte an der Atlantikküste war das Unternehmen beteiligt. Zwar bauten die Abteilungen für Kessel-, Behälter- und Rohrleitungsbau auch im zivilen Bereich einige Kraftwerke an der Drau, am Inn und an der Mur, sowie zahlreiche Kessel für Schiffe und Lokomotiven, doch wurden ihre Aktivitäten grundsätzlich auf Kriegsproduktion umgestellt. Zur Kriegswirtschaft zählten zwischen 1940 und 1945 auch der Bau und die Reparatur von Brücken in Belgien, der Sowjetunion und Frankreich. Als ein für die Kriegswirtschaft wichtiges Projekt kann auch die Konstruktion eines der bis dahin größten Presswerke für die Stahlwerke Braunschweig erwähnt werden. Das 1942 fertiggestellte Gebäude war ein mehrschiffiger Bau von 106 m × 315 m Größe.
Ab 1943 wurde das MAN-Werk Gustavsburg auch am Serienbau von Sektionen für die neuen Typ XXI-U-Boote sowie Abschussrampen und anderen Komponenten der V-Waffen beteiligt. Nach den ersten Einsätzen dieser Waffen gegen London im Juni 1944, geriet die Mainspitze auch immer stärker ins Visier alliierter Luftangriffe. Aus diesem Grund wurde im Sommer 1944 darüber nachgedacht, einige Produktionsabteilungen in Stollen des Portland-Zementwerks in Mainz-Weisenau zu verlegen. Letztendlich wurden diese Überlegungen aber nicht umgesetzt.
Die angestrebte Kriegsproduktion konnte nur durch die Aufstockung der Belegschaft erreicht werden. Da schon im August 1939 etwa 700 Werksangehörige den Einberufungsbefehl erhalten hatten, teilten die zuständigen Dienststellen im Herbst 1940 dem MAN-Werk erstmals belgische, niederländische und französische Kriegsgefangene als Arbeitskräfte zu. Während des Kriegs wurden immer öfter auch deutsche Frauen für die bis dahin ausschließlich von Männern ausgeübten Schlosserarbeiten eingesetzt. Noch in den 1960er Jahren arbeiteten einige wenige Frauen mit ihren in den Kriegsjahren erworbenen Fertigkeiten als Schweißerinnen in der Abteilung Kesselbau.

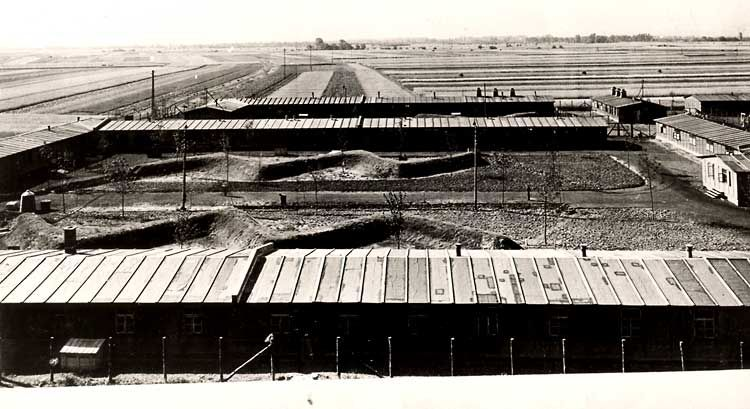
Ausländerlager des Werks Gustavsburg am Rosengarten

Ab Juni 1941 erhöhte sich die Zahl der im Ausland (zwangs-)verpflichteten Zivilisten aus Italien und ab 1942 aus der sowjetischen Ukraine, aus Frankreich und Belgien kontinuierlich, bis 1944 rund 2000 als „Fremdarbeiter“ bezeichnete Arbeitskräfte eingesetzt waren, die schon früh in zwei Gruppen unterteilt wurden. 377 Belgier, 190 Niederländer, 548 Franzosen, 94 Italiener, 2 Polen, 1 Kroate und 1 Ungar zählten zu den „Westarbeitern“; die 714 Ukrainer, Russen, Weißrussen und Tataren gehörten der Gruppe der „Ostarbeiter“ an. Der Unterschied bestand darin, dass die „Westarbeiter“ mehr Freiheiten und Privilegien hatten als die „Ostarbeiter“. So war es durchaus üblich, dass die „Westarbeiter“ auch private Kontakte zu ihren deutschen Kollegen unterhielten, ja sogar in deutsche Haushalte eingeladen wurden. Die Unterkünfte der Zwangsarbeiter, wie sie letztendlich zu bezeichnen sind, waren zunächst Baracken an der Bleiau, einer Rheininsel südöstlich Gustavsburgs, und einige größere Gebäude in der Gemeinde, später dann ein Lager am Haagweg östlich des Werks, das sogenannte „Rosengartenlager“. Mit den „Fremdarbeitern“ war die Zahl der Belegschaftsmitglieder mit 7100 auf die höchste Zahl gestiegen, die auch in den späteren Jahren nie mehr erreicht wurde.
Der erste Luftangriff der Alliierten fand im Dezember 1943 statt. Gezielte strategische Angriffe folgten aber erst im Sommer 1944, als das Werk endgültig als eine Waffenschmiede des Deutschen Reichs erkannt worden war. Insbesondere die Tatsache, dass in Gustavsburg Komponenten der V-Waffen gefertigt wurden, war der Anlass für die Briten und US-Amerikaner, das Werk in Gustavsburg vermehrt anzugreifen. Allerdings hielten sich die Schäden, gemessen an den Zerstörungen, die andere ähnliche Betriebe zu erleiden hatten, mit 27 % noch in Grenzen. Zwölf Personen verloren bei diesen Luftangriffen ihr Leben.
Nachdem die am 25. März 1945 auf die Mainspitze eingerückte US-Armee am 1. April das Werksgelände beschlagnahmt hatte, fand diese dunkle Periode in der Geschichte des Werks ihr Ende.

### Die Nachkriegszeit

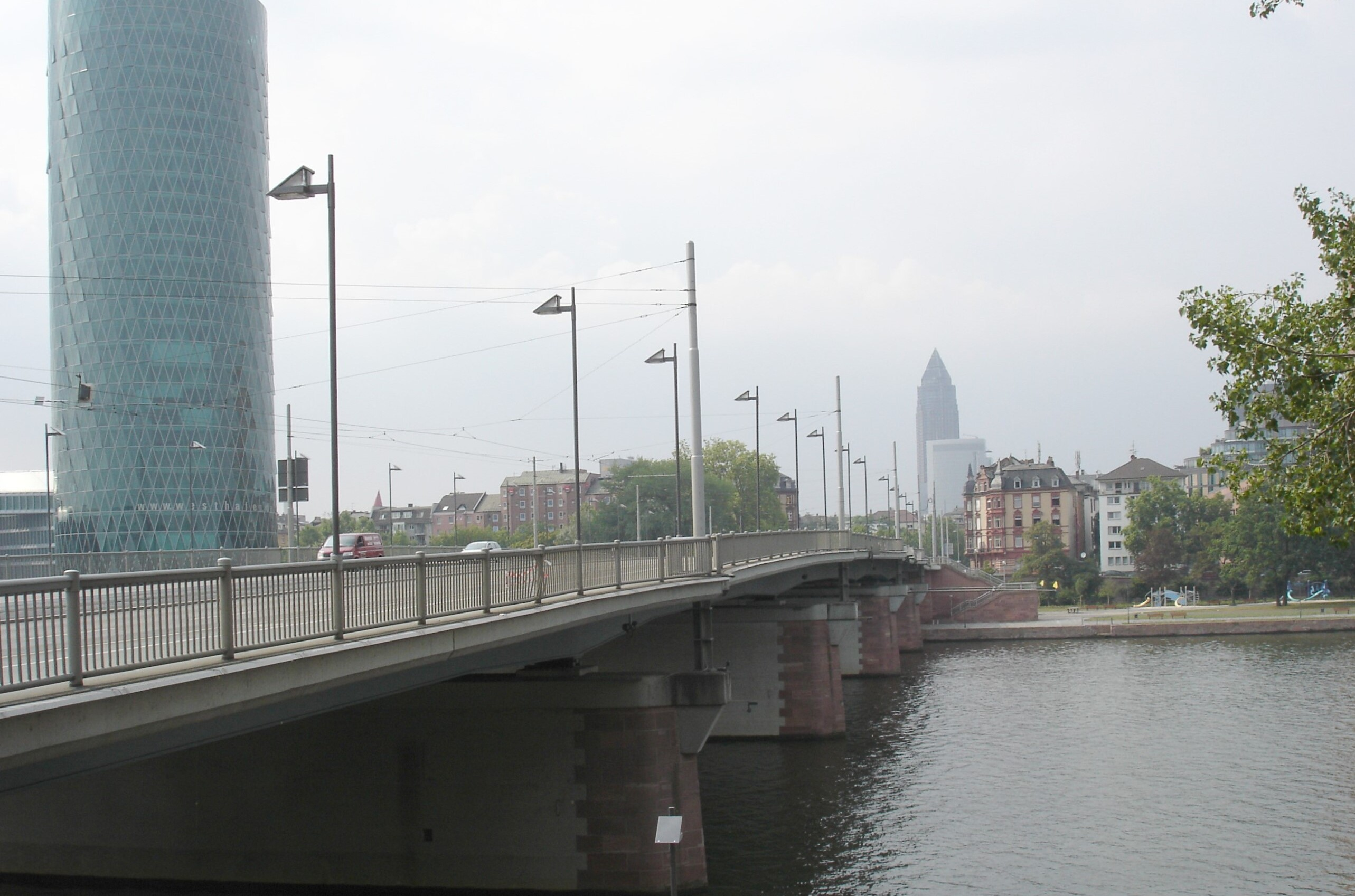
Friedensbrücke in Frankfurt am Main

Als erste Maßnahme nach der Einnahme des Werks sicherte sich das US-Militär sämtliche Einrichtungen und Vorräte auf dem gesamten Gelände und alle darauf befindlichen Gebäude und Fabrikationshallen. Die noch vorgefundenen 33.000 Tonnen Walzmaterial verwendete ein US-Pionierbataillon sofort zur Errichtung einer eingleisigen Notbrücke als Ersatz für die am 18. März 1945 von deutschen Pionieren gesprengte Mainzer Südbrücke. Diese auf Stahl- und teilweise Holzpfeilern in Rekordzeit erstellte, nach General George C. Marshall benannte Ersatzbrücke, konnte schon am 19. Dezember desselben Jahres in Betrieb genommen werden.
Ende April 1945 waren im Werk schon wieder 1.000 Arbeiter beschäftigt. Zu den ersten in der Nachkriegszeit gebauten Brücken gehörten 1949 die Kurpfalzbrücke über den Neckar bei Mannheim, 1950 die Hängebrücke über den Rhein bei Köln-Mülheim, 1951 eine neue Autobahnbrücke über die Werra bei Hedemünden und die Friedensbrücke in Frankfurt am Main.
Nach dem Zweiten Weltkrieg führten das Werk Gustavsburg neben dem Brückenbau auch die Sparten Stahlgeschossbau, Wasser-Wehrbau, Gasbehälter- und Theater- sowie den Chassisbau weiter. Von 1948 bis 1953 wurden MAN-Stahlhäuser gefertigt, die sich auf dem Markt aber nicht durchsetzen konnten. Ab den 1960er Jahren versuchte man im Aufzugbau zu reüssieren, und ab 1971 engagierte man sich in der Raumfahrttechnik mit der Fertigung von Schubgerüsten für das europäische Raketenprogramm Ariane. 1973 waren bei der MAN Gustavsburg 4500 Mitarbeiter beschäftigt.
In diesem Werk befasste sich die Abteilung Pumpenbau auch mit der Produktion der als Schraubenpumpe oder Propellerpumpe bezeichneten Archimedischen Schraube für Kläranlagen aber auch Hochwasserpumpen, teils mit Dieselantrieb. Eine dieser Anlage ist in der Innenstadt von Osnabrück bis heute in Betrieb.
Die breit gefächerte Diversifikation dieser doch eher kleineren Betriebsstätte im Verbund der Muttergesellschaft barg aber schon den Keim des späteren Niedergangs des traditionsreichen Unternehmens, zunächst unbemerkt für die Arbeitnehmer, aber als Planspiel schon auf der Agenda in der Münchener Konzernspitze.

### Das langsame Ende
Der Brückenbau geriet durch die Ölkrise in den 1970er Jahren zuerst unter Druck. Es folgte der stark auslandsorientierte Stahlhochbau, bis dann binnen weniger Jahre ganze Abteilungen ausgegliedert wurden, wie die Fertigung der Schubgerüste für das europäische Raketenprojekt. 1984 übernahm Thyssen den Aufzugbau. Ab 1986 blieb Gustavsburg nur noch die Fertigung von Pressteilen und die Herstellung der dazu benötigten Werkzeuge (Matrizen und Patrizen). Am 1. Juli 1987 verlor auch das Presswerk seine Eigenständigkeit im Konzern und wurde in die MAN Nutzfahrzeuge AG eingegliedert; nur noch 750 Mitarbeiter produzierten Fahrzeugkomponenten wie Längsträger, Feinbleche, Rahmenquerträger und Werkzeuge für MAN-Fahrzeuge und für Kunden. 2008 kam schließlich das endgültige Aus. Das Presswerk wurde von einer Tochtergesellschaft der Hörmann Industries übernommen, an der die MAN SE wiederum mit 40 Prozent beteiligt war. Das MAN-Werk Gustavsburg hatte aufgehört zu existieren. Im Jahr 2017 übernahm Hörmann Industries die restlichen 40 % dieser Tochtergesellschaft.
Im selben Jahr 2008 feierte der Gesamtkonzern am 18. Oktober sein 250-jähriges Jubiläum, wobei er in Wirklichkeit auf das Gründungsdatum der ehemaligen Dachgesellschaft Gutehoffnungshütte Bezug nahm, die am 18. Oktober 1758 in (Oberhausen-)Osterfeld gegründet worden war. Das 150-jährige Jubiläum, das das MAN-Werk Gustavsburg ein Jahr später hätte feiern können, blieb der an diesem Ort nun nur noch existierenden Niederlassung verwehrt. Als Ersatz dafür sprang das Unternehmen Hörmann Automotive Components in die Bresche, das sich selbst als legitimer Nachfolger in der Tradition des MAN-Werks Gustavsburg sieht.
Das Verwaltungsgebäude wird heute vom TIGZ (Technologie-, Innovations- und Gründungszentrum) genutzt und stellt Büroräume zur Verfügung.

## Gustavsburger Schule des Stahlbaus
Aufgrund ihrer lange Zeit führenden Stellung im Stahl- und Brückenbau spricht man von der „Gustavsburger Schule“ des Stahlbaus. Begründer waren Heinrich Gerber und Anton von Rieppel und in den weiteren Jahren unter anderem Max Carstanjen, Johann Georg Herrmann, Theodor Becher (1876–1934), Georg Strigl, der Ende der 1950er Jahre als Weltpremiere Fragmente der Statikberechnungen für die Weisenauer Brücke extern an der Deutschen Bau- und Bodenbank Mainz elektronisch berechnete. Die erste vollständig auf EDV-Basis errechnete Statik einer von der MAN gefertigten Brücke war die der ab 1961 erbauten Donaubrücke Sinzing. Außerdem waren von Bedeutung Gabriel Weiß (Entwurf einer nicht gebauten, aber auf den Stahlbau einflussreichen Hamburger Elbhochbrücke in den 1930er Jahren), Wilhelm Cornelius (1915–1996, Erfinder der Straßenbrücke mit Flachblech) und Winfried Schönbach (1931–2004, Entwurf von Radioteleskopen wie dem von Effelsberg, Antennen).

## Trivia
Eine Reminiszenz aus der Frühzeit des 19. Jahrhunderts des Werks Gustavsburg waren wohl die damals nahe der Baustelle erworbenen zwei Obstgüter auf der Bleiau und Langenau, womit die Unternehmensführung offenkundig direkt für eine gesunde Ernährung der Schlosser, Bauarbeiter und Monteure während des Baus der Südbrücke Mainz Sorge trug.
Zu den bis in die 1970er Jahre bei der GHH gepflegten Ritualen gehörte auch die Lieferung von Honig und Obst an die Konzernführung in Oberhausen. „Von unserem Gut Langenau geht Ihnen heute eine Kostprobe der diesjährigen Honigernte zu.“ – so heißt es in einem Schreiben des damaligen Werkdirektors Kurt Grissmer vom 6. Juli 1966 an Dietrich Wilhelm von Menges, damals Vorstandsvorsitzender der Gutehoffnungshütte. „Die Gutsverwaltung berechnet das Glas mit DM 3,30.“